# María Rubio (actriz española)
María Rubio es una actriz española que actuó en cine y televisión durante las décadas de los 70 y 80.

## Biografía
María Rubio nació en España, inició su carrera como actriz a una edad madura, su primera intervención como actriz fue en la serie de televisión "El quinto jinete" en 1976, actuando en el episodio titulado "Coppelius", ese mismo año realizó su debut cinematográfico en la película cómica "La mujer es cosa de hombres", y en el drama "Morir... dormir... tal vez soñar. En 1977 actuó en la película "El bengador Gusticiero y su pastelera madre", una cinta satírica sobre los cómics de superhéroes. En 1979 se integró al elenco de la película cómica "Cuarenta años sin sexo". En 1980 actuó en la producción cómica "Los primeros metros". Posteriormente en 1981 es dirigida por el experimentado realizador Jesús Franco en la cinta de horror alemana-española Die Säge des Todes, donde interpretó a una condesa. El mismo año actuó en la co-producción italo-española "Perche' non facciamo l'amore?", la cual fue titulada en España como "Nada de sexo que somos decentes". En 1982, María regresa a las películas cómicas con la cinta "Las trampas del matrimonio", ese mismo año se integró al elenco del thriller Asesinato en el Comité Central, dirigida por Vicente Aranda, después actuaría en la película dramática-histórica Crónica del alba. Valentina, siendo ésta su última película. Sus últimos trabajos como actriz fueron en la mini-serie Las pícaras en 1983, donde actuó en el episodio "La garduña de Sevilla" y en la serie de televisión La huella del crimen en 1985, donde actuó en el episodio titulado "El caso de las envenenadas de Valencia".

## Vida personal
En 1985 después de actuar en un episodio de la serie de televisión La huella del crimen, María Rubio desapareció del mundo de la actuación y estuvo 12 años dando clases de interpretación, ahora se encuentra jubilada y dedicándose a la vida contemplativa cerca del mar.

## Filmografía

### Cine
- Crónica del alba. Valentina (1982) ... Valentina (adulta)
- Asesinato en el Comité Central (1982) ... Agente soviética
- Las trampas del matrimonio (1982)
- Perche' non facciamo l'amore (1981)
- Die Säge des Todes (1981) ... Condesa María González
- Los primeros metros (1980)
- Cuarenta años sin sexo (1979) ... Emilia
- El rediezcubrimiento de México (1979)
- El bengador Gusticiero y su pastelera madre (1977)
- Morir... dormir... tal vez soñar (1976)
- La mujer es cosa de hombres (1976)

### Series de televisión
- La huella del crimen (1985) ... Aurelia (Episodio: "El caso de las envenenadas de Valencia")
- Las pícaras (1983) ... Dama de vestido (Episodio: "La garduña de Sevilla")
- El quinto jinete (1976) ... Olimpia (Episodio: "Coppelius")